# Edgard Poças
Edgard Barbosa Poças (* 4. März 1946 in São Paulo) ist ein brasilianischer Sänger und Komponist.

## Leben
Poças lernte als Kind autodidaktisch Klavier und Gitarre und studierte später vier Jahre lang klassische Gitarre. Seinen ersten Auftritt hatte er 1961 in Bibi Ferrerias Fernsehshow Brasil 61. 1965 wurde er Assistent von Vinicius de Moraes in dessen Show Vinicius Poesia e Canção, wo er mit u. a. Baden Powell de Aquino, Carlos Lyra, Edu Lobo, Francis Hime, Cyro Monteiro, Elizete Cardoso, Norma Bengell, Odette Lara, Pierre Barrouh, Paulo Autran und Susana Moraes zusammenarbeitete. Selbst trat er in den 1960er Jahren in Shows mit Musikern wie Walter Wanderley, Geraldo Vandré, Walter Santos, Sylvia Telles und Alaíde Costa auf. Mit Aufnahmen von mehr als 200 Kompositionen von Tim Maia, Djavan, Roberto Carlos, Erasmo Carlos, Fábio Júnior, Moraes Moreira, Gal Costa, Mônica Salmaso, Léo Jaime, Balão Mágico, Dominó, Menudo, Angélica, Eliana, Polegar, Simony, Jairzinho und anderen gewann er elf Goldene und vier Platinschallplatten.
Ab den 1970er Jahren komponierte Poças Musik für Plattenaufnahmen anderer Künstler und Jingles und Soundtracks für Werbespots, darunter That’s Amore und Abraço für McDonald’s, Galak für Nestlé und Cântico für den Freizeitpark Hopi Hari. 1982 schrieb er die Texte für das erste Album der Kinderband Turma do Balão Mágico, das bei Columbia Records erschien und Platinstatus erreichte. 
Poças’ Sohn Maria do Céu Whitaker Poças arbeitet als Singer-Songwriter unter dem Künstlernamen Seu.